# Hanno Müller-Brachmann
Hanno Müller-Brachmann (* 1970 in Köln) ist ein deutscher Opern- und Konzertsänger (Bassbariton).

## Leben
Erste musikalische Schritte unternahm der in Lörrach aufgewachsene Müller-Brachmann in der Knabenkantorei Basel, wo früh seine besondere musikalische Begabung auffiel. Sein Studium für Gesangspädagogik nahm er in Freiburg im Breisgau bei Ingeborg Most auf. Anschließend besuchte er die Liedklasse von Dietrich Fischer-Dieskau in Berlin, gefördert durch Stipendien der Studienstiftung des deutschen Volkes und des Bundespräsidenten Richard von Weizsäcker. Sein Konzertdiplom legte er mit der Titelrolle von Felix Mendelssohn Bartholdys Oratorium Elias ab, nachdem er bei Rudolf Piernay in Mannheim studiert hatte. 1995 erlangte Müller-Brachmann den 2. Preis beim Internationalen Gesangswettbewerb Neue Stimmen der Bertelsmann Stiftung.
Entdeckt von Daniel Barenboim, kam er schon als junger Sänger an die Staatsoper Berlin, wo er sich ein breites Repertoire erarbeiten konnte und Rollen verkörperte wie Masetto und Leporello in Don Giovanni, Figaro in Le nozze di Figaro, Guglielmo in Così fan tutte, Kaspar in Der Freischütz, Escamillo in Carmen und viele weitere. Hanno Müller-Brachmann gastierte unter anderem in Salzburg, San Francisco, München, Wien und Modena. Er war bis Ende 2011 Mitglied des Ensembles der Staatsoper Berlin unter den Linden.
Seine Tätigkeit als Konzert- und Liedsänger führt ihn in die wichtigsten Konzertsäle der Welt an der Seite vieler der interessantesten Musikerpersönlichkeiten unserer Zeit.
Von 2006 bis 2011 lehrte Hanno Müller-Brachmann zusätzlich an der Hochschule für Musik Hanns Eisler das Hauptfach Gesang und war 2008–2011 Vorsitzender des Bundeswettbewerbs Gesang e. V., dessen Vorstand er heute angehört. Zudem ist er Jurymitglied beim Internationalen Bachwettbewerb Leipzig und beim internationalen Wettbewerb „Schubert und die Moderne“ in Graz. Im Wintersemester 2011/2012 übernahm er eine Professur für Gesang an der Hochschule für Musik Karlsruhe. Hanno Müller-Brachmann ist verheiratet und lebt mit seiner Frau und seinen drei Kindern in Karlsruhe.
Hanno Müller-Brachmann war 2018–2025 Vorsitzender und ist seit 2025 Ehren-Vorsitzender von Cantus Juvenum Karlsruhe, einem Verein, der ca. 200 Kinder (Stand 2025) individuell vokal ausbildet, die sowohl als Knaben- und Mädchenchor als auch solistisch in den Kirchen der Stadt, im Badischen Staatstheater Karlsruhe, im Festspielhaus Baden-Baden oder 2019 in der Berliner Philharmonie zu erleben sind.

## Ehrungen und Preise
- 1992 erhielt er den ersten Preis beim Bundeswettbewerb Gesang im Juniorwettbewerb.
- 1994 erhielt er den ersten Preis beim Bundeswettbewerb Gesang im Bereich Konzert.
- 1995 erhielt er den ersten Preis beim „Meistersingerwettbewerb Nürnberg“.
- 1995 wurde Müller-Brachmann mit dem Brahms-Preis der in Heide ansässigen Brahms-Gesellschaft Schleswig-Holstein ausgezeichnet.[3]
- 1996 erhielt er den zweiten Preis beim internationalen Musikwettbewerb der ARD in München.

## Diskografie (Auswahl)
- Gioacchino Rossini: Petite Messe solennelle, Marcus Creed (Harmonia Mundi 2001)
- Antonio Salieri: La passione di nostro signore Gesù Cristo, Christoph Spering (Capriccio 2004)
- Johann Sebastian Bach: h-Moll-Messe, Helmut Müller-Brühl (Naxos 2004)
- Johann Sebastian Bach: Geistliche Solokantaten, Helmut Müller-Brühl (Naxos 2005)
- Wolfgang Amadeus Mozart: Requiem, Philippe Herreweghe (Harmonia Mundi 2005)
- Robert Schumann: Der Rose Pilgerfahrt, Marcus Creed (Harmonia Mundi 2005)
- Johann Sebastian Bach: Matthäus-Passion, Bass-Arien, Helmut Müller-Brühl (Naxos 2006)
- Wolfgang Amadeus Mozart: Die Zauberflöte als Papageno, Claudio Abbado (Deutsche Grammophon 2006)
- Johannes Brahms: Ein deutsches Requiem, Stephen Cleobury (EMI 2006)
- Johann Sebastian Bach: h-Moll-Messe, Philippe Herreweghe (Harmonia Mundi 2007)
- Gustav Mahler: 8. Sinfonie, Pierre Boulez (Deutsche Grammophon 2007)
- Johannes Brahms: Ein deutsches Requiem, Zubin Mehta (Helicon Classics 2009)
- Johann Sebastian Bach: Matthäus-Passion, Christusworte, Riccardo Chailly (Decca 2010)
- Gustav Mahler: Des Knaben Wunderhorn, Michael Gielen (Hännsler Classic 2011)
- Joseph Haydn: Die Jahreszeiten, Bruno Weil (Ars Produktion 2011)
- Johann Sebastian Bach: Johannes-Passion, Christusworte, John Eliot Gardiner (Soli Deo Gloria 2011, Aufnahme 2003)
- Gustav Mahler: 8. Sinfonie, Markus Stenz (OehmsClassics 2012)
- Joseph Haydn: Die Schöpfung, Bruno Weil (Ars Produktion 2012)
- Ludwig van Beethoven: 9. Sinfonie, Riccardo Chailly (Decca 2014)